# François Breekpot
François Breekpot, né le 29 février 1756 à Zierikzee et mort dans cette ville le 3 avril 1801, est un homme politique néerlandais.

## Biographie
Avocat et patriote, Breekopt participe à la Révolution batave. En 1780, il entre au vroedschap de Zierikzee en 1780 et devient l'un des hommes forts de la ville. Le 24 septembre 1787, lors de la répression de la révolution, sa maison est saccagée par les orangistes et il s'exile à Anvers.
Il rentre en Zélande lors de la révolution de 1795 et reprend la tête de la municipalité de Zierickzee. Il est élu député de Kortgene à la première assemblée nationale batave en février 1796. Unitariste, il fait partie de la commission constitutionnelle chargée de l'amalgame de la dette nationale.